# Fílippos Karvelás
Fílippos Karvelás (en grec moderne : Φίλιππος Καρβελάς), né en 1877 et mort en 1952, est un gymnaste grec.
Avec Ioánnis Mitrópoulos, Dimítrios Loúndras et Ioánnis Chrysáfis, il remporte une médaille de bronze lors des Jeux olympiques d'été de 1896 à Athènes, dans l'épreuve par équipe des barres parallèles. Le gymnaste participe aussi à l'épreuve individuelle, mais son classement n'est pas connu.